# Tölöaffären
Tölöaffären eller Tölömiddagen utspelades under Krimkriget på Tölö värdshus i Helsingfors.
En grupp studenter hade samlats på Tölö värdshus på Andersdagen den 30 november 1855, varunder man utbringade skålar för alla monarker som befann sig i krig med det ryska imperiet. Samtidens styresmän, främst generalguvernör Friedrich Wilhelm Rembert von Berg, tillmätte detta stor politisk betydelse. Ryska påtryckningar utövades på de finska universitetsmyndigheterna, som i sin tur relegerade ett antal studenter. Adolf Erik Nordenskiöld förlorade till på köpet sin tjänst som kurator. 
Anledningen till att Tölöaffären fick sådana dimensioner var att man tidigare samma år hade avslöjat en spion som var utsänd av generalguvernären.